# École d'été du numérique
L' École d'été du numérique est une initiative citoyenne qui entend participer aux efforts de démocratisation de l'accès aux compétences numériques en Haïti à travers des conférences et des ateliers de formations donnés gratuitement en vue de l’émergence d’une élite haïtienne plus apte à mettre à profit les Technologies numériques dans les actions de transformation sociale, politique, culturelle et économique.
Initiée en 2017 par le Réseau des jeunes bénévoles des Classiques des sciences sociales, cette initiative est désormais portée par le Groupe d'utilisateurs de la communauté Wikimedia d'Haïti.

## Édition 2018

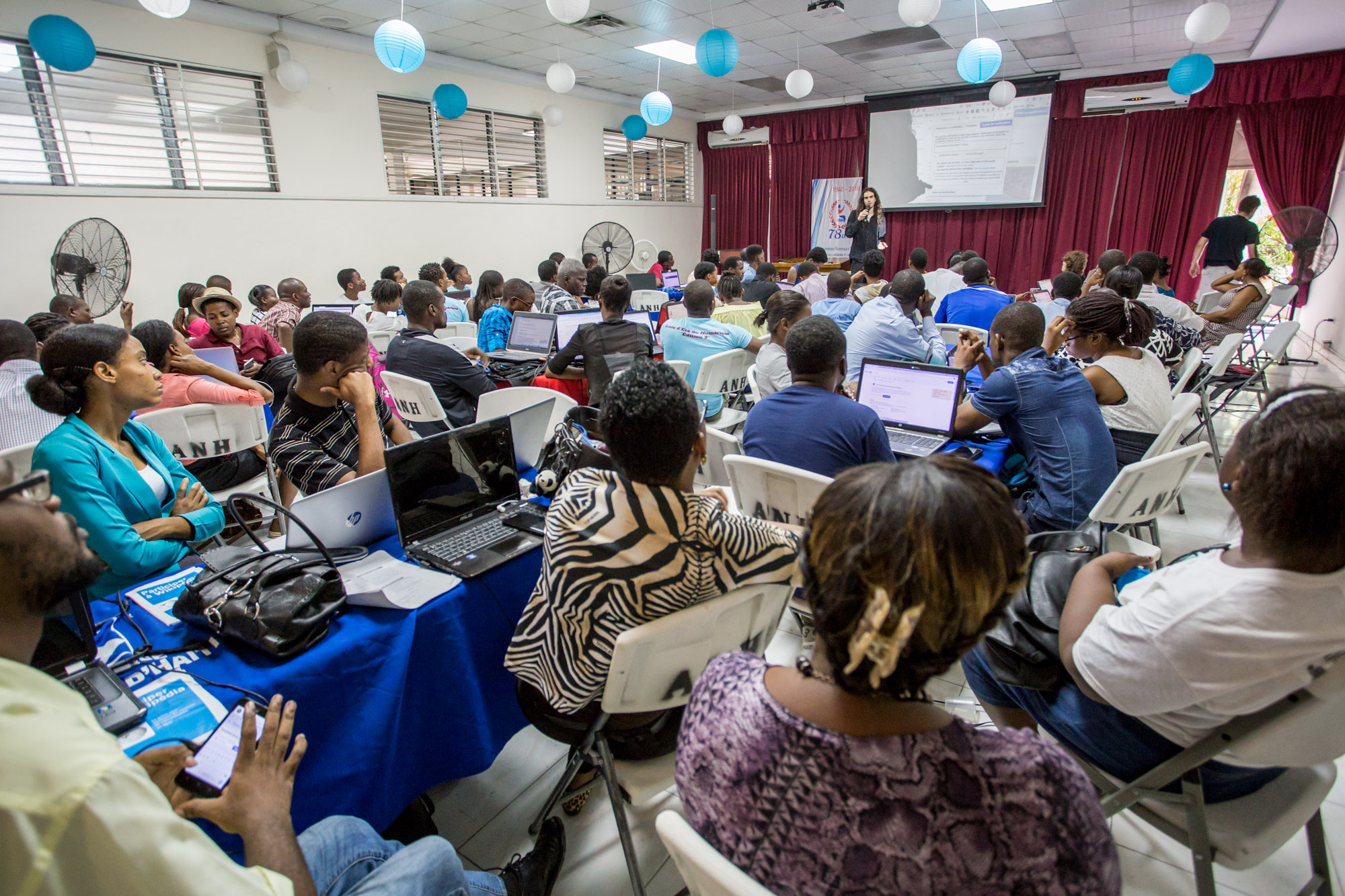

Après un coup d'essai en 2017, 2018 était témoin de la réalisation de la deuxième École d'été du numérique à l'auditorium de la Bibliothèque Nationale d'Haiti du 10 au 13 juillet,. Cette édition était dédiée « à mobiliser et à sensibiliser les participant.e.s, issu.e.s des milieux documentaires pour la plupart, aux communs numériques de même qu’à renforcer la présence d’Haïti dans les projets wikimédiens à travers la création d’un réseau de contribution». Et de fait, c'est de cet événement que le  Groupe d'Utilisateurs Wikimedia Haïti a pris naissance. 
Cette école a été animée par des formateurs et formatrices qui arrivaient directement de Québec : Marie D. Martel, professeure adjointe à l'École de Bibliothéconomie et des Sciences de l'Information de l'Université de Montréal ; Simon Villeneuve, physicien et professeur au Cégep de Chicoutimi ; Lëa-Kim Chateauneuf, aujourd'hui[évasif] présidente de Wikimedia Canada ; Marina Gallet, Directrice de Préservation et du Développement des Collections à la cinémathèque québécoise ; Pierre Choffet, spécialiste OpenStreetMap. 
Pas moins de 90 professionnels et étudiants ont participé à ces ateliers de formation portés sur : les plateformes Wikimedia, OpenStreetMap et l'archivage numérique.

## Édition 2019

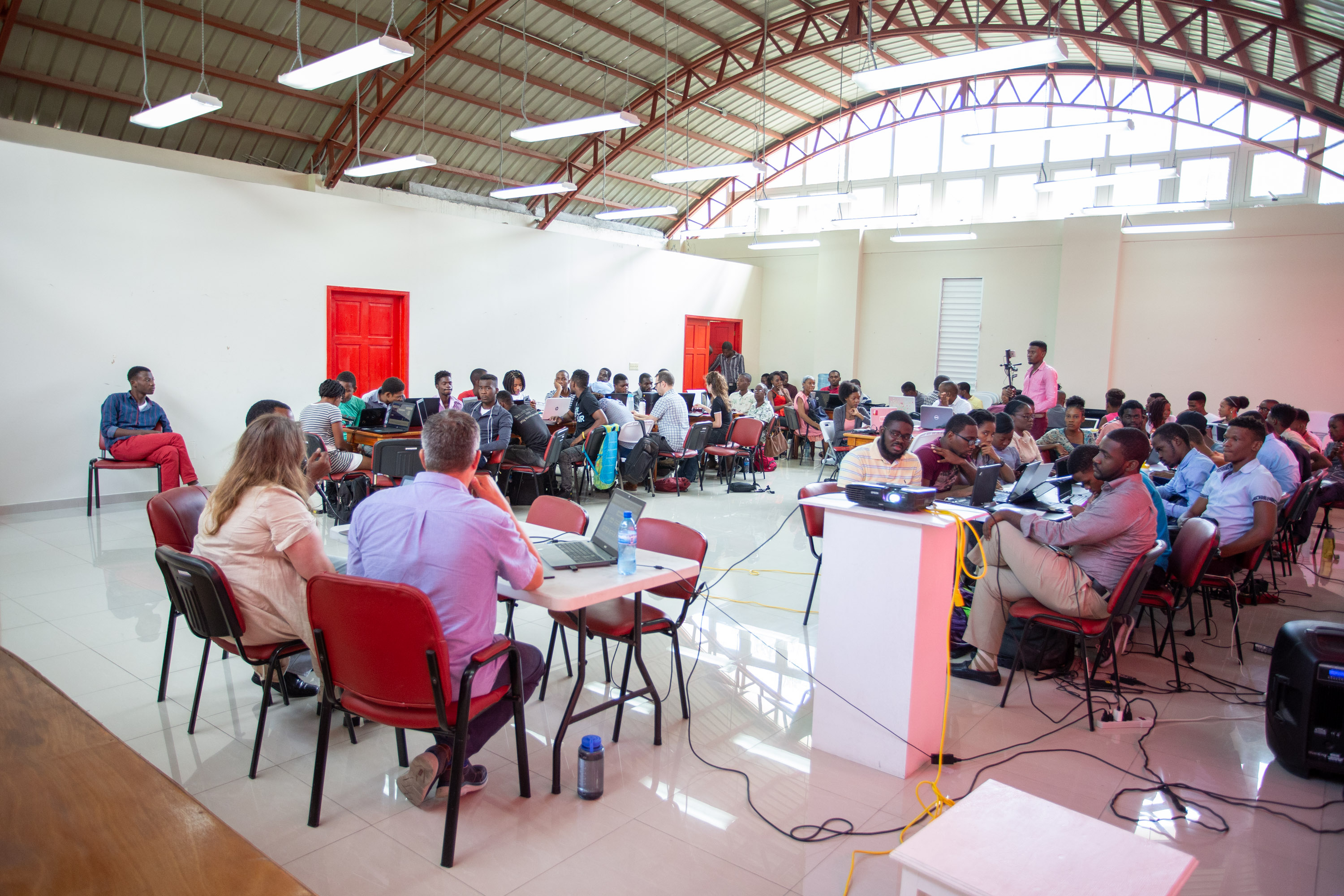

La troisième édition s'est tenue autour du thème : « Web sémantique et Intelligence Artificielle » du 19 au 23 août 2019 à la Bibliothèque de l'Université Quisqueya avec l'objectif de « soutenir la participation des individus à l’appropriation et l’affirmation de leur culture sur le Web, de manière à exprimer leur identité, à faire connaître leurs savoirs, leurs œuvres plus largement, mais aussi à développer ces savoirs dans la langue de leur choix, comme le français ou le créole haïtien ». 
Cette édition est inaugurée par une conférence présentée par Jocelyne Kiss (Professeure à l'Université Laval), Eric Bégin (PDG de Solutions InLibro) et Webert Charles (programmateur de l’application chasseuse de fake news TOMA) autour du thème «Intelligence Artificielle par et pour Haiti ». Les questionnements des participants autour de l'avenir de ce sujet en Haiti ont été nombreux. Puis quatre journées de formation réunissant 61 professionnels et étudiants, animées par Doriane Bio, Jocelyne Kiss, Doriane Bio, Eric Bégin,Lëa-Kim Chateauneuf et Miguel Tremblay,,. 
Cet événement a été retenu parmi les faits marquants de l'année. 